# The Best of Ill Niño
The Best of Ill Niño è la prima raccolta, pubblicata dalla Roadrunner Records, della band Ill Niño. Tale disco fu pubblicato il 26 settembre 2006 solo in America.

## Tracce
1. What Comes Around – 3:46
2. Unreal – 3:33
3. God Save Us – 3:39
4. If You Still Hate Me – 2:55
5. Liar – 3:31
6. This Time's for Real – 3:27
7. How Can I Live – 3:16
8. Cleansing – 3:45
9. Te amo... I Hate You – 3:32
10. What You Deserve – 3:00
11. This Is War – 3:46
12. Turns to Gray – 3:23
13. Corazon of Mine – 3:30

## Formazione

### Formazione attuale
- Cristian Machado - voce
- Ahrue Luster - chitarra
- Diego Verduzco - chitarra
- Lazaro Pina - basso
- Dave Chavarri - batteria
- Danny Couto - percussioni

### Ex componenti
- Jardel Paisante – chitarra
- Marc Rizzo - chitarra
- Roger Vasquez - percussioni